# Wesley Jonathan
Wesley Jonathan Waples (ur. 18 października 1978 w Los Angeles) – amerykański aktor. Odtwórca roli Gary’ego Thorpe’a w sitcomie Siostrzyczki (2002–2006), za którą w roku 2003 był nominowany do nagrody Teen Choice w kategorii przełomowa rola telewizyjna. 

## Życiorys
Urodził się w Los Angeles w Kalifornii. Wychowywał się w rodzinie świadków Jehowy. 
Zaczął występować jako dziecko. W wieku zaledwie dziewięciu lat dostał swoją pierwszą rolę Kelly’ego w jednym z odcinków serialu kryminalnego stacji FOX 21 Jump Street (1990). W latach 90. często pojawiał się gościnnie lub jako powracająca postać, w tym w sitcomach – Get a Life (1990) z Chrisem Elliottem i City Guys (1997–2001) jako Jamal Abdul Grant. W telefizyjnym filmie biograficznym Whitney (2015) w reżyserii Angeli Bassett został obsadzony w roli piosenkarza R&B Babyface’a.

## Życie prywatne
1 czerwca 2006 zawarł związek małżeński z Denyce Lawton. Mają córkę Faye.

## Filmografia

### Filmy
- 2003: Odmienne stany moralności jako Bengel
- 2005: Życie na wrotkach jako Słodycz

### Seriale
- 1991: Słoneczny patrol (Baywatch) jako Jordan
- 1992: Inny świat (A Different World) jako szabrownik z południa
- 1994: Jak dwie krople czekolady (Sister, Sister) jako Charles / Michael
- 1995: Chłopiec poznaje świat (Boy Meets World) jako T.J.
- 1996: Zwariowana rodzinka (Moesha) jako Norman
- 1996: Podróż do Ziemi Obiecanej (Promised Land) jako Brandon
- 1996: Jak dwie krople czekolady (Sister, Sister) jako Pico
- 1997: Kancelaria adwokacka (The Practice) jako David Piper
- 1997: Inny w klasie (Smart Guy) jako Tyler
- 1998: Nowojorscy gliniarze (NYPD Blue) jako Orlando Patterson
- 1998: USA High jako Anthony
- 2001: Boston Public jako Tyronn Anderson
- 2001: Potyczki Amy (Judging Amy)
- 2001: Felicity jako Max
- 2002–2006: Siostrzyczki (What I Like About You) jako Gary Thorpe
- 2008: CSI: Kryminalne zagadki Miami (CSI: Miami) jako Ross Nelson
- 2008: Agenci NCIS (NCIS) jako Greg
- 2009: Dowody zbrodni (Cold Case) jako Billy Jeremiah Sanders
- 2011: 90210 jako Vaughn Floyd
- 2012: Główny podejrzany (Prime Suspect) jako Dwayne
- 2018: Rekrut (The Rookie) jako Prius Owner